# Wandelroute GR10

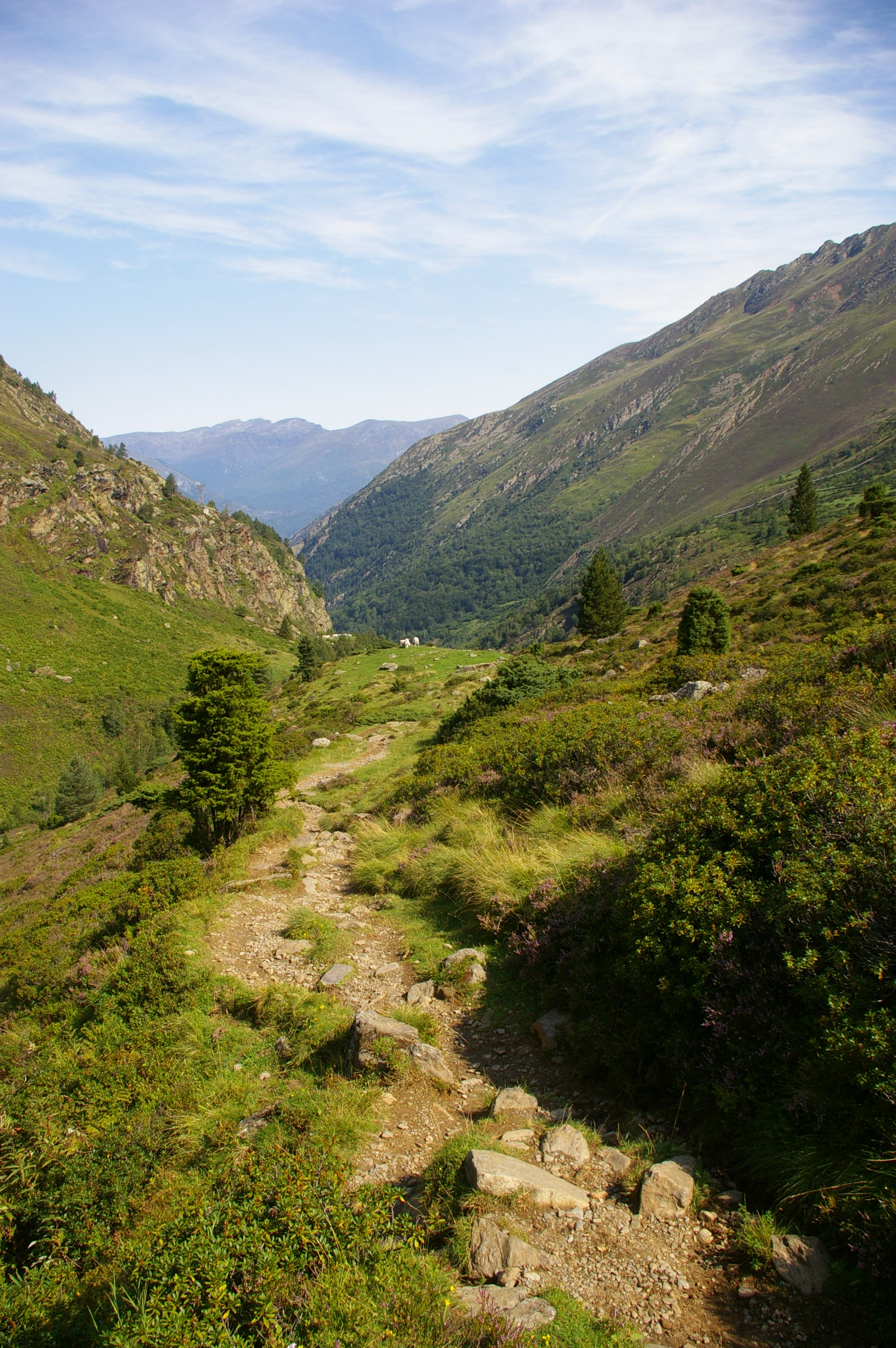
De GR 10 bij de Etang d' Izourt, ten zuiden van Auzat, Ariège

De GR10 is een lange-afstand-wandelpad ofwel GR van kust tot kust dwars door de Franse Pyreneeën van Hendaye aan de Atlantische Oceaan naar Banyuls-sur-Mer aan de Middellandse Zee (ca. 950 kilometer). De route is gemarkeerd met de bekende wit-rood-markeringen voor langeafstandswandelingen en behoort tot de populairste van de Europese langeafstandswandelingen. Om de gehele GR10 te bewandelen is ongeveer 45 tot 60 dagen nodig, uitgaande van 6 tot 8 uur lopen per dag. Hierbij worden in totaal 48.000 hoogtemeters overwonnen en vanwege het feit dat start en finish op zeeniveau liggen, ook 48.000 meter gedaald.
De route is goed bewandelbaar in de periode juni-oktober. Aan de beide kusten is het al mogelijk om in april te lopen, maar zelfs eind mei kruist het pad nog regelmatig de sneeuwgrens die dan op ca 2.000 meter ligt. De openingstijden van de berghutten en andere voorzieningen op de route zijn hierop ingesteld, zodat er tot en met mei weinig voorzieningen open zijn.
Naast de GR10 die aan de noordkant van de Pyreneeën loopt, zijn er nog twee trans-Pyreneeën wandelroutes: aan de Spaanse zuidkant loopt de GR11 en over het midden de hoge route, die de hoofdkam van het gebergte volgt: de Haute Randonnée Pyrenéen, de HRP.

## Route
De route loopt door de volgende plaatsen en over de volgende bergen/passen

### Westelijke Pyreneeën
In de westelijke Pyreneeën (tot aan Arette) is het gebied van Frans Baskenland. Vooral in St-Jean-Pied-de-Port is hier veel van te zien. Omdat dit de eerste bergen zijn vanaf de Atlantische Oceaan is er hier een erg vochtig klimaat met als gevolg dat er op de berghellingen veel en hoge varens staan. Kenmerkend voor de weilanden zijn kleine paardjes, Baskische pony (ter plaatse pöttöks genoemd), die hier half vrij rondlopen.

### Centrale Pyreneeën
- Arrens-Marsous, 877m

- Col d'Ilhéhou
- Cauterets

- Col de Riou, 1.949m
- Luz-Saint-Sauveur

- Col de Madamète, 2.509m
- Col de Portet, 2.215m
- Germ

- Couret d'Esqiuerry, 2.131m
- Pic de Cécire, 2.403m
- Super-Bagnères, 1.800m

### Pyreneeën van de Ariège
- Luchon

- Serrat des Créspés, 1.888m
- Pic de la Bocanère, 2.193m
- Pic de Burat, 2.154m
- Fos

- Cabane d'Uls, 1.868m
- Col d'Aueran, 2.176m
- Eylie

- Col de l'Arech, 1.802m
- Seix

- Col de la Serre du Cot, 1.546m
- Pic de Fitté, 1.387m
- Picou de la Mire
- Aulus-les-Bains
- Marc

- Etang d'Izourt, 1.647m
- Col de Grail, 1.485m
- Pla de Montcamp, 1.904m
- Sirmont, 1.730m
- Col de la Didorte, 2.093m
- Col de Belh, 2.247m
- Etang Bleu, 2.132m
- Crête de la Llasse, 2.400m
- Mérens-les-Vals, 1052m

### Oostelijke Pyreneeën
- Mérens-les-Vals, 1052m

- Porteille des Bésines, 2.333m
- Col de Coma d'Anyell, 2.470m
- Portella de la Grave, 2.426m
- Mont-Louis

- Coll Mitja, 2.367m
- Coll del Pal, 2.294m
- Mantet

- Col de Mantet, 1.761m
- Massif du Canigou, 2.250m
- Arles-sur-Tech, 260m

- Roc de France, 1.450m
- Banyuls-sur-Mer

GR10 (van oost naar west)
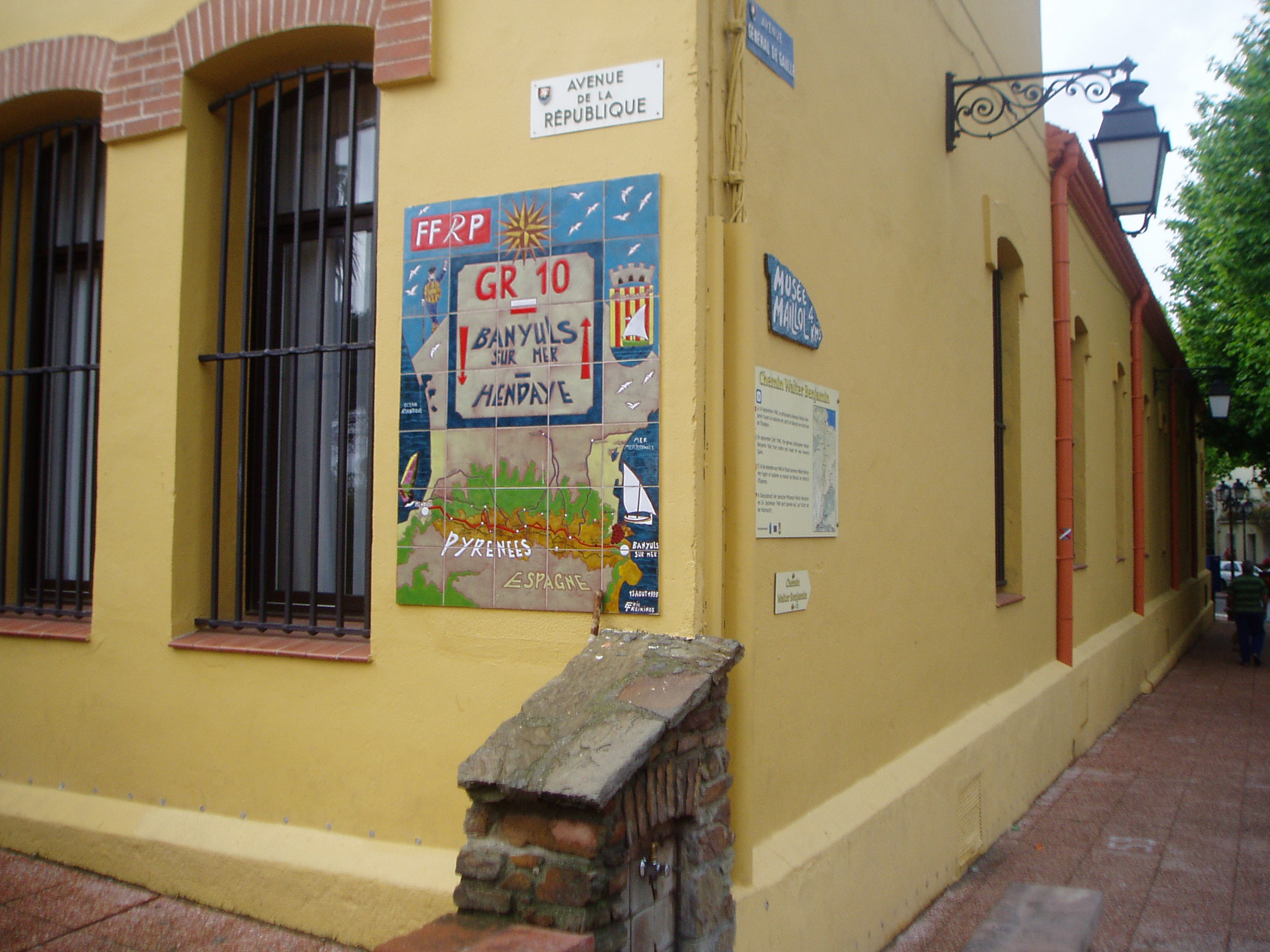
Start van de GR10 in Banyuls-sur-Mer aan de Middellandse Zee
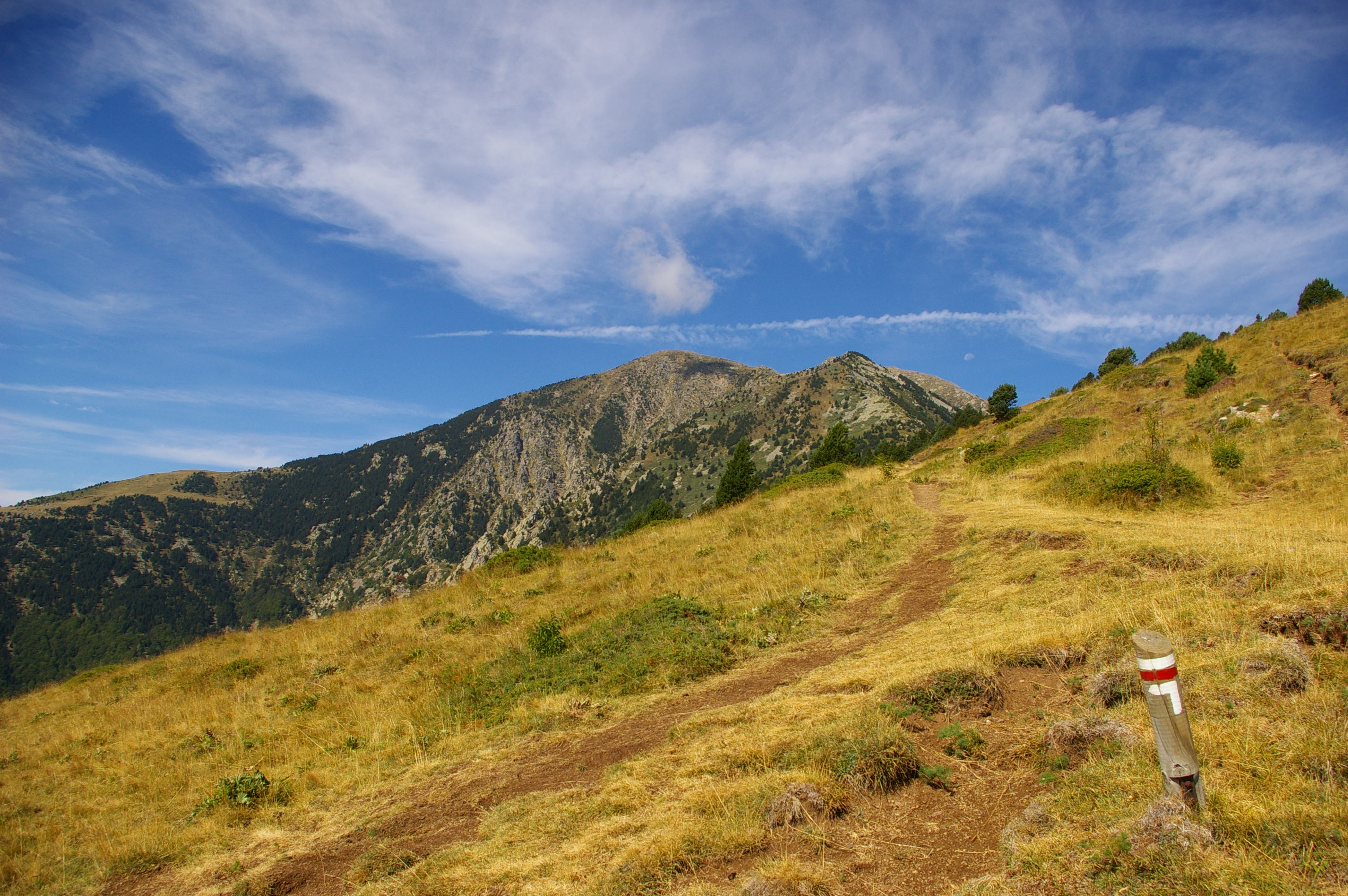
Bij de Col de la Cirere
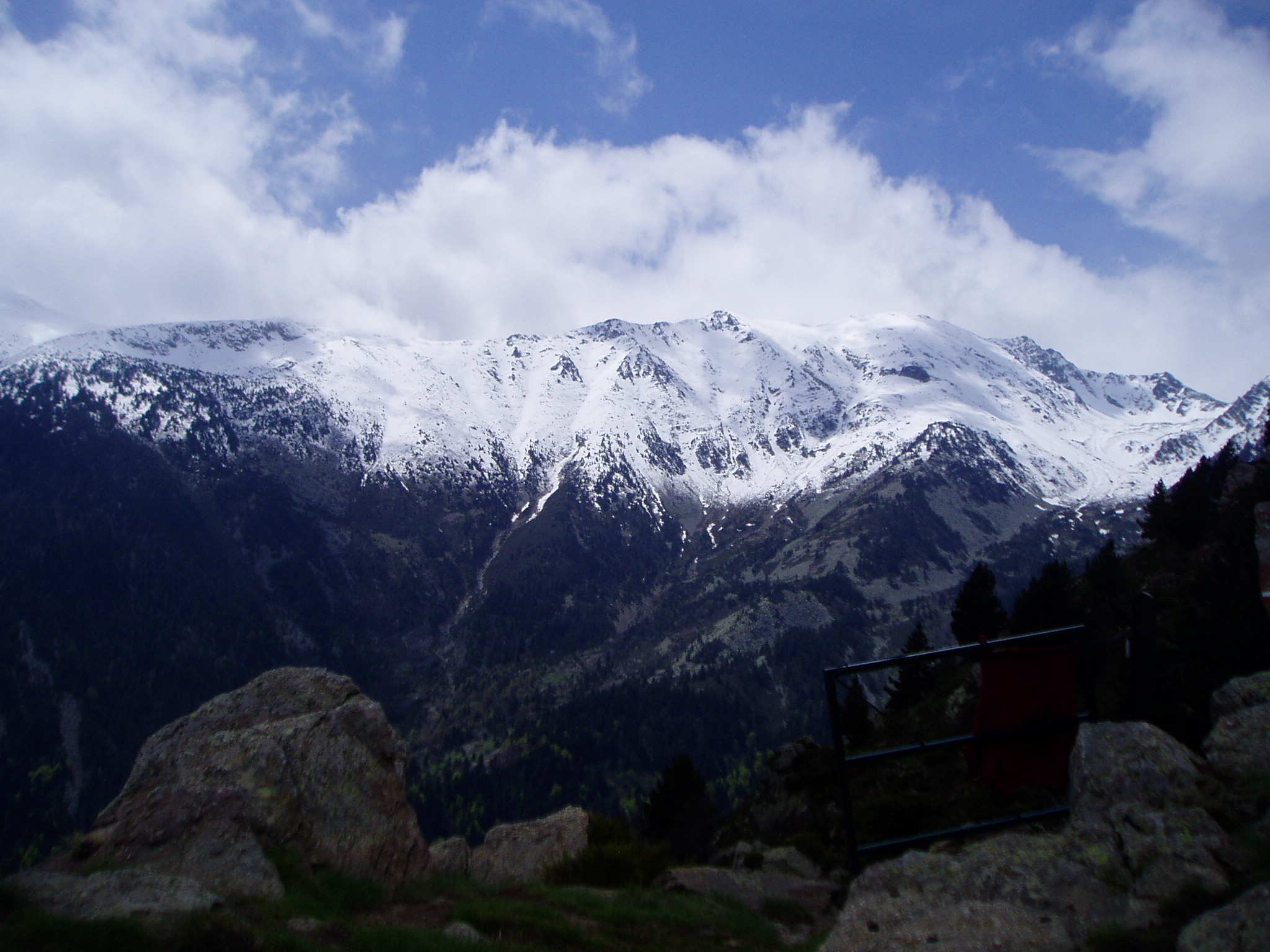
Het Canigou-Massief in de oostelijke Pyreneeën
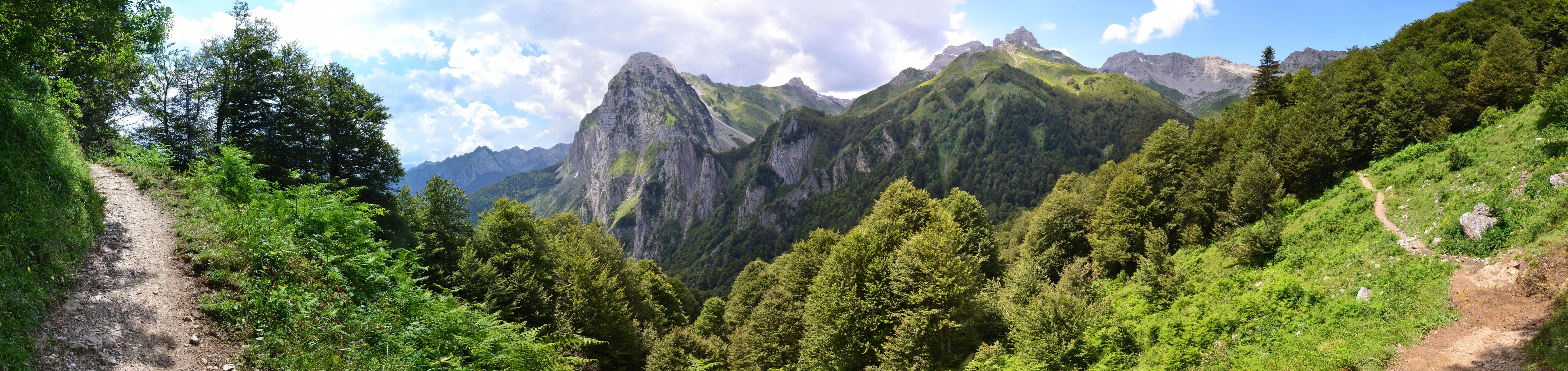
Even ten westen van Lescun
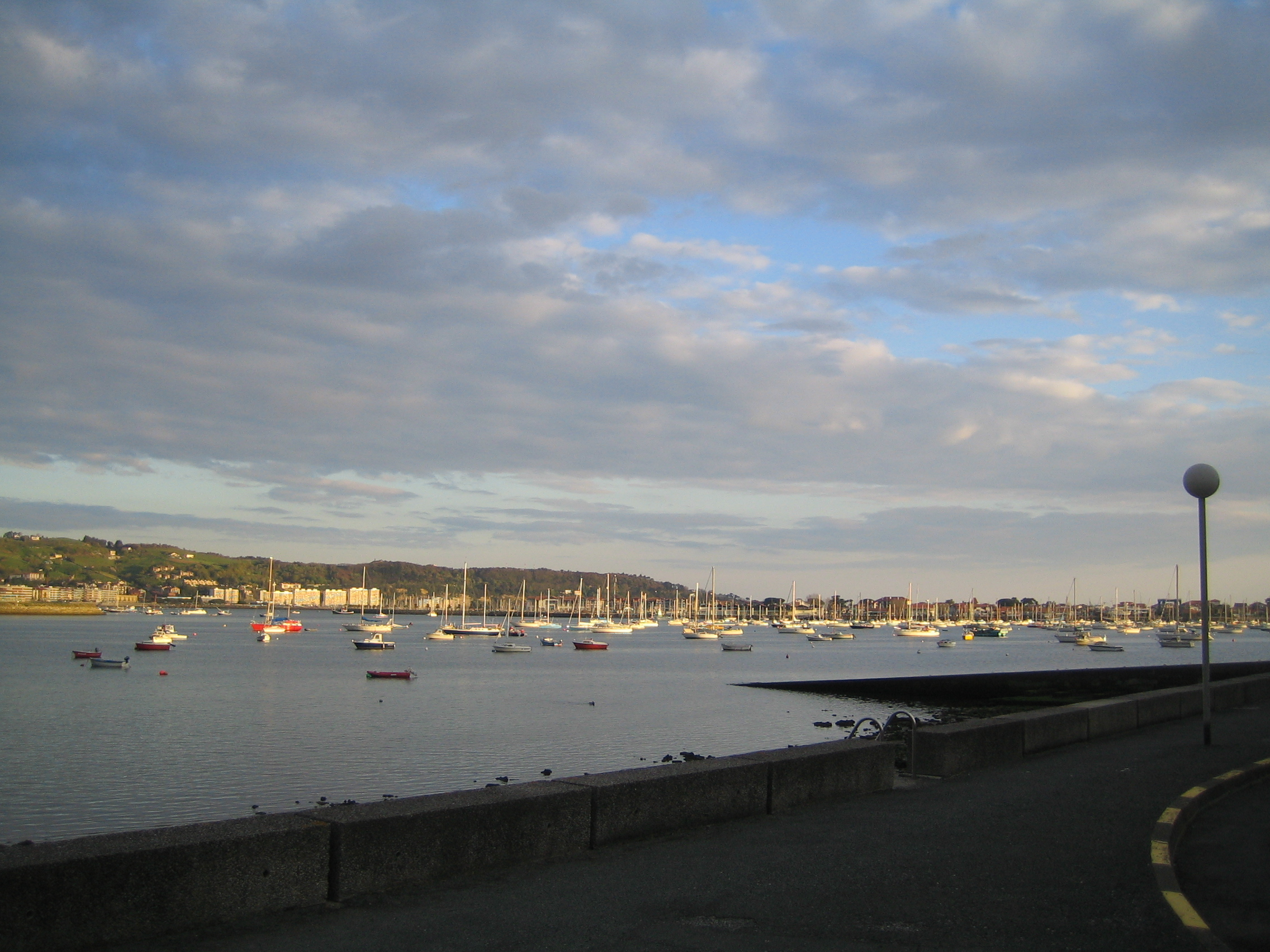
De haven van Hendaye, aan de Atlantische Oceaan